# Tiguent El Jedid
Tiguent El Jedid è uno dei cinque comuni del dipartimento di Mederdra, situato nella regione di Trarza in Mauritania. Nel censimento della popolazione del 2000 contava 12.170 abitanti.